# Државна штампарија Црне Горе
Државна штампарија Црне Горе (1858—1932) радила је на Цетињу под разним званичним називима (Књажевачка печатња, Државна печатња, Књажевачко-црногорска државна штампарија).
Пре ње постојала је Његошева штампарија (1834—1851), али су њена слова, у време турског напада, претопљена у метке. Нова штампарија наставља традицију државне печатње коју су основали Црнојевићи. У периоду 1858—1865. штампала је само ситније ствари, а 1865. штампан је Орлић. Од 1871. у њој се штампају листови Црногорац, Глас Црногорца, Црногорка, часописи, календари и књиге. До 1932. када је прешла у посед Зетске бановине из ње је изашло више од шест стотина наслова.